# Conférence de Panglong

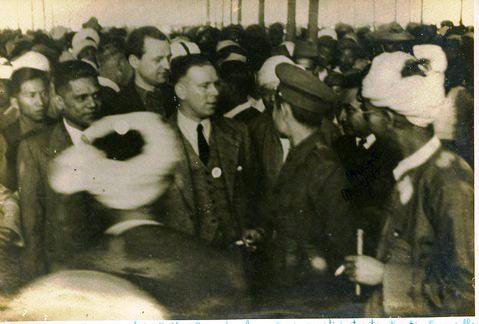
Le général Aung San (à droite) serrant la main d'Arthur Bottomley, travailliste et sous-secrétaire d'État parlementaire aux affaires nationales (à gauche). Lors de la conférence de Panglong.

La conférence de Panglong (birman ပင္‌လုံစာခ္ယ à ုပ္‌) a eu lieu en février 1947 à Panglong (en), dans l'État shan en Birmanie. Elle réunissait des représentants de plusieurs minorités, les Shans, les Kachins et les Chins, et Aung San, chef du gouvernement intérimaire birman. Son objectif était l'organisation de la lutte pour l'indépendance et la constitution d'une république birmane unifiée. L'accord de Panglong, signé le 12 février, ouvrit directement la voie à la création de l'Union birmane le 4 janvier 1948.

## Contexte
L'actuelle république de l'union du Myanmar possède de très nombreux groupes ethniques, descendus au cours des âges du plateau sino-tibétain en suivant ses cours d'eau Irrawaddy, Chindwin, Sittang et Salouen. Les groupes principaux, Môns, Birmans, Shans et Arakanais, y établirent des royaumes, les trois premiers luttant pour la suprématie.
Les birmans unifièrent au moins partiellement la région sous Anawrahta au XIe siècle, Bayinnaung au XVIe siècle et Alaungpaya au XVIIIe siècle, créant les trois empires birmans successifs, tandis que les Shans connaissaient leur apogée au XIVe et au XVe siècle. Les royaumes Môns du sud ne furent totalement soumis qu'au XVIIIe siècle, au moment où l'annexion de l'actuel État d'Arakan établissait la Birmanie à peu près dans ses frontières actuelles. Les États shans et ceux des Karens et des Karennis à l'est de la Salouen étaient vassaux des Birmans, mais échappaient à leur autorité directe.
Après les guerres anglo-birmanes de 1824, 1852 et 1885, les Britanniques établirent une administration coloniale « à moindre frais » (selon Lord Dufferin), selon le principe diviser pour régner. Ils établirent une distinction entre les plaines et les collines, finalement formalisée en deux ensembles : la Birmanie proprement dite et les zones frontières. La souveraineté des saophas des Shans et des Karennis et des duwa des Kachins fut maintenue au sein de la Birmanie britannique ; les États karennis ne furent même jamais inclus dans celle-ci. Au parlement, des sièges furent réservés aux Karens, aux Sino-Birmans, aux Indiens et aux Anglo-Birmans, disposition farouchement contestée par de nombreux politiciens birmans. Les Môns de Basse-Birmanie et les Arakanais, pour leur part, n'avaient aucune représentation, bien que les Môns et les Karens « de plaine » (majoritaires parmi les Karens) occupassent ensemble le delta de l'Irrawaddy.
Les zones frontières ou Scheduled Areas étaient divisées entre Excluded Areas qui ne votaient pas pour le parlement, comme l'État de Kachin, et Partially Excluded Areas, elles-mêmes divisées en 2 groupes, un avec représentation électorale, comme les villes de Myitkyina et Bhamo (où les Kachins étaient minoritaires par rapport aux Shans et aux Birmans), et l'autre sans représentation électorale. Un conseil fédéral des chefs shans formé en 1922 donna aux saophas shans un important moyen de se faire entendre. À la veille de la Seconde Guerre mondiale, le service des zones frontières ne comptait cependant que 40 employés pour l'ensemble des Scheduled Areas.
Le drainage des zones marécageuses pour la culture du riz attira de nombreux birmans en Birmanie britannique avant même l'annexion de la Haute-Birmanie (1885). Ceux-ci furent cependant virtuellement exclus de l'armée : même en 1939, celle-ci ne comptait que 432 Birmans, contre 1 448 Karens, 886 Chins et 881 Kachins. Les villageois karens avaient guidé les Britanniques durant la Première Guerre anglo-birmane et les troupes karens avaient joué un rôle majeur dans la répression des révoltes en Basse-Birmanie en 1886 et de celle de Saya San en 1930-1931.
Les missionnaires avaient aussi réussi à convertir de nombreux peuples des collines au christianisme, notamment les Karens et un peu les Kachins et les Chins, alors qu'ils avaient rencontré peu de succès parmi les Birmans, les Môns, les Arakanais et les Karens des plaines. Une fois convertis, les Karens migraient plus vers les villes de Basse-Birmanie et du Tenasserim. Cette politique visant à diviser pour régner était contestée par les dirigeants birmans, qui blâmaient aussi « l'instinct servile » de certaines minorités. U Nu, premier Premier ministre de la Birmanie indépendante, accusa plus tard certains missionnaires et écrivains d'avoir « délibérément semé les germes des conflits raciaux et religieux ». De leur côté, les membres des minorités dénonçaient le « chauvinisme » et « l'oppression » dont ils étaient l'objet de la part des Birmans.
Au moment de l'invasion japonaise en 1942, les Karens combattirent avec les Britanniques, et furent donc victimes de représailles de la part de l'armée pour l'indépendance birmane d'Aung San et des japonais. Des villages furent détruits et des massacres commis, dont furent notamment victimes un ministre d'avant-guerre, Saw Pe Tha, et sa famille.

## Première conférence de Panglong
En mars 1946, les saophas shans organisèrent une conférence à Panglong pour discuter du futur de leurs États après l'indépendance. La conférence était présidée par le saopha de Nyaung Shwe, Sao Shwe Thaik, et des représentants des Kachins, des Chins et des Karens étaient également invités. Ils réalisèrent que les zones frontières, réputées arriérées et encore impréparées à l'autodétermination, risquaient de rester un dominion britannique. Le Premier ministre d'avant-guerre U Saw et Thakin Nu, de la Ligue anti-fasciste pour la liberté du peuple (AFPFL) firent des discours en tant que représentants de la majorité birmane et un message du gouverneur britannique rappela la politique du livre blanc[Lequel ?], selon laquelle aucune décision sur les zones frontières et leurs habitants ne serait prise sans leur consentement.
Les délégués chins exprimèrent leur sentiment d'insécurité, dû à leur très grande dépendance par rapport à la Birmanie proprement dite. Les Kachins critiquèrent le discours anti-britannique d'U Nu et se montrèrent sceptiques sur la sincérité des Birmans à leur accorder des droits égaux. Les Karens demandèrent un État indépendant comprenant la côte du Tenasserim. Le seul résultat positif fut la formation de la Société culturelle birmane unie, avec Sao Shwe Thaik comme président et U Saw comme secrétaire.
Les relations s'améliorèrent entre les peuples des collines et l'AFPFL grâce à des personnalités telles que le Sama Duwa Sinwa Nawng, un Kachin bouddhiste dont le père avait été tué en luttant contre l'annexion britannique et qui avait lui-même levé des fonds et combattu dans l'armée nationale birmane au cours de la Seconde Guerre mondiale, le dirigeant Chin Vamthu Mawng, et le saopha de la principauté Pa-O de Hsihseng (Hsahtung ou Thaton) Sao Khun Kyi. En novembre 1946, un Conseil suprême des peuples des collines unis fut formé à l'instigation de l'AFPFL, et Sao Shwe Thaik fut élu à sa tête.
Les minorités continuèrent néanmoins à essayer d'influencer le gouvernement britannique et l'administration des zones frontières, alors même que les négociations pour l'indépendance étaient en cours entre l'AFPFL et les Britanniques. L'association nationale Karen (KNA), fondée en 1881, avait affirmé lors des auditions Montagu-Chelmsford de 1917 en Inde que la Birmanie n'était « pas encore prête à l'autogouvernance », à la consternation des nationalistes birmans, mais trois ans plus tard, après avoir critiqué les réformes de Reginald Craddock (en), elle obtint 5 (puis 12) des 130 (puis 132) sièges du Conseil législatif. Sao Shwe Thaik et le saopha de Mongmit Sao Khin Maung s'étaient rendus en 1931 à Londres pour plaider en faveur d'un État shan indépendant lors des auditions de la table ronde sur la Birmanie, en dépit de l'opposition du gouverneur britannique. La mission Karen à Londres en août 1946 échoua pareillement à obtenir aucun encouragement pour ses visées autonomistes de la part du gouvernement britannique.
H.N.C. Stevenson, directeur de l'administration des zones frontières, critiqué à la fois par le bureau des affaires birmanes et par l'AFPFL, déplorait les occasions perdues et le manque de données économiques et de coordination entre les zones frontières et la Birmanie centrale, en déclarant :
« Je crois que la multiplication et le renforcement des relations économiques entre les collines et les plaines sera la voie la plus courte et le moins coûteuse vers une Birmanie unifiée. »
Dans le Plan pour une Birmanie libre rédigé par l'armée japonaise et faussement attribué à Aung San, la question des minorités est traitée de la même façon :
« le prérequis essentiel est la construction d'une nation unifiée. En termes concrets, cela signifie que nous devons maintenant jeter des ponts sur les divisions créés par les machinations britanniques entre la race birmane majoritaire et les peuples des collines, les Arakanais, les Shans, et unir tous ces peuples au sein d'une nation unique avec un traitement égal pour chacun, contrairement au système actuel qui divise notre peuple en parties « arriérées » et « administrées ». Toutes les barrières naturelles qui nuisent à l'association et aux contacts, par exemple, doivent être surmontées en construisant des réseaux de communication modernes et efficaces comme des lignes de chemin de fer et des routes. »

## L'accord de Panglong
Un progrès significatif fut obtenu quand un accord fut signé entre les dirigeants shans, kachins et chins, et Aung San, chef du Conseil exécutif de gouvernement, à la seconde conférence de Panglong le 12 février 1947. Les Karens avaient seulement envoyés quatre observateurs : les Môns et les Arakanais n'étaient pas représentés, car ils étaient considérés comme faisant partie de la Birmanie proprement dite. 23 signataires au total exprimèrent leur volonté de travailler avec le gouvernement intérimaire birman pour atteindre rapidement l'indépendance, et admirent le principe d'une « Union de Birmanie ».
- L'accord proposait la nomination d'un conseiller auprès du gouverneur, membre du Conseil exécutif, sur recommandation du Conseil suprême des peuples des collines unis, afin de négocier avec l'administration des zones frontières, ce qui faisait entrer la question dans les compétences du Conseil exécutif. Ce conseiller devait être assisté de deux vice-conseillers, autorisés à assister aux réunions de Conseil exécutif.
- Le principe d'une pleine autonomie interne des zones frontières était accepté.
- Un État kachin séparé était déclaré souhaitable ; il devait être discuté par l'Assemblée constituante.
- Les citoyens des zones frontières devaient obtenir tous les droits et privilèges considérés comme fondamentaux dans les pays démocratiques.
- L'autonomie financière de la fédération des États shans n'était pas remise en cause.
- L'assistance financière aux zones kachins et chins ne l'était pas non plus, et la faisabilité d'un accord comme celui existant avec les États shans devait être étudiée[3].

Les Britanniques conclurent de l'accord qu'Aung San et l'AFPFL étaient capables de négocier avec les dirigeants des peuples des collines. Sao Shwe Thaik fut nommé conseiller auprès du gouverneur, assisté de Sinwa Nawng et Vumthu Mawng. La promesse d'Aung San faite ce 12 février a souvent été citée depuis par les membres des ethnies en lutte contre le pouvoir central :
« Si la Birmanie reçoit un kyat, vous aurez un kyat aussi. »

## Conséquences
L'accord de Panglong permit la création de l'Union birmane après l'indépendance le 4 janvier 1948, et le 12 février est désormais célébré dans le pays comme le Jour de l'Union. L'esprit de Panglong est souvent invoqué, même si beaucoup pensent aujourd'hui qu'un nouveau Panglong est depuis longtemps nécessaire.
Même à l'époque, les Karens et les Karennis n'étaient pas représentés, les Môns et les Arakanais englobés avec les Birmans, et les Pa-O, Palaung et Wa traités avec les États shans, même si le saopha de la principauté palaung de Tawngpeng (en) faisait partie des signataires. La Commission d'enquête sur les zones frontières (FACE) mise en place en avril/mai 1947 dans le cadre de l'accord Aung San-Attlee 27 janvier 1947 ne comptait qu'un représentant du mouvement pour l'indépendance, l'AFPFL, mais il y avait 50 groupes de la région des collines (souvent en conflits entre eux) et les Karens du delta, les Môns et les Arakanais n'y étaient toujours pas représentés.
Les insuffisances de la conférence réapparurent lors de l'Assemblée constituante et se traduisirent dans la constitution promulguée le 24 septembre 1947 ; elles devinrent évidentes après l'indépendance. En fait, en Arakan, une rébellion menée par le supérieur bouddhiste U Seinda avait éclaté dès mai 1947. Les Karens s'étaient isolés un peu plus en boycottant le Conseil exécutif de gouvernement et les élections à l'assemblée constituante, en dépit des sièges qui leur étaient réservés, et demandaient toujours un État indépendant similaire à celui que leurs cousins, les Karennis, avaient obtenu sous leurs propres saophas : leur sort devait donc être étudié plus tard, après l'indépendance. Les Kachins avaient dû faire des concessions dans leur représentation au parlement en échange de l'inclusion dans leur État de Myitkyina et Bhamo, villes à majorités shan et Birmane. Les Chins n'obtenaient pas d'État, mais seulement une division spéciale. Quant aux Môns et aux Arakanais, une fois de plus ils n'étaient pas considérés séparément. Un groupe môn contesta sans succès la régularité des élections, tandis qu'un autre les boycottait. Après l'indépendance ils rejoignirent les Karens dans leur rébellion.
Une série d'insurrections ethniques éclatèrent plus ou moins rapidement : les musulmans de l'Arakan à la fin de 1947, les Karens, les Môns et les Karennis en 1948, les Kachins, les Chins et les Shans dans les années 1960.

## Sources
- (en) Cet article est partiellement ou en totalité issu de l’article de Wikipédia en anglais intitulé « Panglong Conference » (voir la liste des auteurs).